# جاستین گابریل
جاستین گابریل (انگلیسی: P. J. Black؛ زادهٔ ۳ مارس ۱۹۸۱) کشتی‌گیر کشتی حرفه‌ای اهل آفریقای جنوبی است.